# Waldbach-Mönichwald
Waldbach-Mönichwald – gmina w Austrii, w kraju związkowym Styria, w powiecie Hartberg-Fürstenfeld. Liczy 1545 mieszkańców (1 stycznia 2015).